# Elin Lindell
Elin Linnea Maria Lindell, född 17 oktober 1981 i Göteborgs Karl Johans församling, är en svensk författare och illustratör.
Hon debuterade 2006 med barnboken Stora syndboken (medförfattare Lisa Bjärbo) på förlaget Natur och Kultur, och har därefter gett ut ett tjugotal böcker på Natur & Kultur, Alfabeta bokförlag, Rabén & Sjögren, Opal och Lilla Piratförlaget. Hon medverkar regelbundet som illustratör i tidningen Kamratposten. Tidigare har hon varit journalist på Kamratposten och nöjesjournalist på Arbetarbladet och Göteborgs-Posten.
2024 mottog Elin Lindell Nils Holgerson-plaketten för 2023 års bästa barn- eller ungdomsbok för den grafiska romanen Världens sämsta syster som hon både författat och illustrerat. Boken nominerades även till Urhunden (årets bästa seriebok) och Barnradions bokpris.

## Priser och utmärkelser
- Carl von Linné-plaketten 2007 för Stora syndboken
- Nils Holgersson-plaketten 2024 för Världens sämsta syster
- Nominering till Urhunden 2024 för Världens sämsta syster
- Nominering till Barnradions bokpris 2024 för Världens sämsta syster